# خلاصی (ترانه)
«خلاصی» (به انگلیسی: Break Free) تک‌آهنگی از هنرمند اهل ایالات متحده آمریکا آریانا گراند است که در ۲ ژوئیه ۲۰۱۴ منتشر شد.
این تک‌آهنگ در چارت‌های ، استرالیا، نیوزلند جزو ده ترانه اول قرار گرفت.